# Thạch Kim Sêng
Thạch Kim Sêng (sinh 1951), người Khmer, là đại biểu Quốc hội Việt Nam khóa 12, thuộc đoàn đại biểu Sóc Trăng.